# LGM-30 미니트맨
LGM-30 미니트맨(LGM-30 Minuteman)은 미국 보잉사가 제작한, 무게 35톤의 대륙간 탄도 미사일이다. 항속 거리는 13,000km이고 최고 속도는 28,400km/h이다. 미니트맨은 1962년에 실전 배치되었다.

## 유일한 지상 ICBM
전에는 피스키퍼 핵미사일도 있었지만 폐기되었고, 2009년 기준으로 미국의 유일한 지상발사형 장거리 핵미사일이다. 미국의 나머지 장거리 핵전력은 잠수함에서 발사되는 트라이던트 미사일과, 장거리 핵폭격기가 있다. 미국 공군은 2030년까지 미니트맨을 사용할 계획이다.

## UR-100
소련 흐루니체프사는 이에 대응해 무게 40톤의 UR-100 핵미사일을 만들었고 1967년에 실전배치했다. 미니트맨은 3단 고체 추진 로켓이지만 UR-100은 2단 액체 추진 로켓이다.
소련의 UR-100은 액체 연료를 사용하기 때문에 오랜 액체 연료의 주입시간이 필요하지만 미국의 미니트맨은 고체 연료를 사용하기 때문에 즉시 발사할 수 있다. 소련도 1988년 고체 연료를 사용하는 RT-2PM 토폴 대륙간 탄도 미사일을 실전배치했다.
2009년 12월 러시아 전략로켓군은 고체 연료를 사용하는 RS-24 대륙간 탄도 미사일을 실전배치했다. 러시아는 기존의 액체 연료를 사용하는 대륙간 탄도 미사일들을 RS-24 대륙간 탄도 미사일로 교체하고 있다.

## W59 핵탄두
LGM-30A 미니트맨-I은 무게 250 kg, 핵출력 1 Mt W59 수소폭탄을 장착한 무게 200 kg Mk-5 대기권 재진입체(RV:Re-entry Vehicle) 1발을 탑재한다. 합해서 탄두중량은 450 kg이다.

## W56 핵탄두
LGM-30B 미니트맨-I 개량형과 LGM-30F 미닛맨-II는 핵출력 1.2 Mt W56 수소폭탄을 장착한 Mk-11C 대기권 재진입체(RV:Re-entry Vehicle) 1발을 탑재한다. 미니트맨에 대한 대응조치로 개발된 소련의 UR-100 초기버전도 핵출력 1.1 Mt 수소폭탄 1개를 탑재했다.
LGM-30F 미니트맨-II의 탄두중량은 680 kg (1,490 lb)이다. 1.2 Mt W56 수소폭탄은 무게 270 kg (600 lb)이므로, W56을 탑재하지 않은 Mk-11C RV의 자체 무게는 410 kg으로 추정된다.

## W62 핵탄두
LGM-30G 미니트맨-III는 3개의 W62 핵탄두 3개를 탑재한다. W62 핵탄두는 무게 253 lb (115 kg), 핵출력 170 kt인 수소폭탄으로서, 마크-12 대기권 재진입체(RV:Re-entry Vehicle)에 탑재된다. W62 핵탄두를 탑재한 마크-12 RV의 무게는 800 lb (363 kg)이므로, RV 자체 무게는 248 kg으로 추정된다. 3개의 탄두이므로 탄두중량은 1,089 kg이다. 1970년부터 1976년까지 W62 핵탄두 1,725발이 생산되어, 610발이 2010년까지 LGM-30G 미니트맨 III에 장착되어 사용될 계획이다. LGM-30G 미니트맨-III의 사거리는 13,000 km이다.
미니트맨에 대한 대응조치로 개발된 소련의 UR-100 후기버전도 핵출력 220 kt 수소폭탄 3개를 탑재했다.

## W78 핵탄두

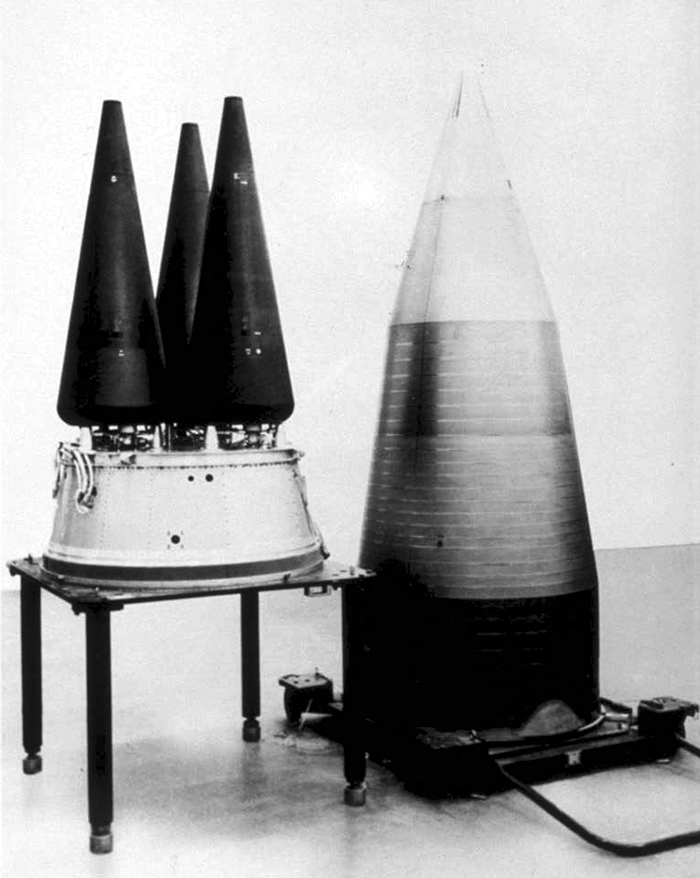
350 kt W78 핵탄두

LGM-30G 미니트맨-III는 170 kt W62 핵탄두를 350 kt W78 핵탄두로 교체했다. W78 핵탄두 1,083발을 생산했다. 마크-12A 대기권 재진입체(RV:Re-entry Vehicle)의 무게는 800 lb (363 kg)이다.

## W87 핵탄두
2005년부터, LGM-30G 미니트맨-III는 350 kt W78 핵탄두를 300 kt W87 핵탄두로 교체했다. W78 핵탄두는 둔감화약을 사용하지 않아 보관 유지가 위험했는데, W87 핵탄두는 둔감화약을 사용해 보다 안전하다. 마크-21 대기권 재진입체(RV:Re-entry Vehicle)의 무게는 600 lb (272 kg)이다. W87 핵탄두 무게는 180-270 kg이다. 따라서, 핵탄두와 RV의 총무게는 500 kg 정도로 추정된다. 3발이 들어가므로, 1.5톤이다.

## 비교
| 비교     | LGM-30A 미닛맨I        | LGM-30B 미닛맨I 개량형 | LGM-30F 미닛맨II                       | LGM-30G 미닛맨III            |
| 길이     | 16.4 m                 | 17.0 m                 | 17.6 m                                 | 18.23 m                      |
| 1단 직경 | 1.68 m                 | 1.68 m                 | 1.68 m                                 | 1.68 m                       |
| 무게     | 29,400 kg              | 29,400 kg              | 33,100 kg                              | 35,400 kg                    |
| 1단      | 티오콜 M55 추력 93톤   | 티오콜 M55 추력 93톤   | 티오콜 M55 추력 93톤                   | 티오콜 M55 추력 93톤         |
| 2단      | 에어로젯 M56 추력 26톤 | 에어로젯 M56 추력 26톤 | 에어로젯 SR19-AJ-1 추력 26톤           | 에어로젯 SR19-AJ-1 추력 26톤 |
| 3단      | 허큘리스 M57 추력 15톤 | 허큘리스 M57 추력 15톤 | 에어로젯-티오콜 SR73-AJ-TC-1 추력 15톤 | 허큘리스 M57 추력 15톤       |
| 탄두중량 | 450 kg                 | 680 kg                 | 680 kg                                 | 1 톤                         |
| 탄두     | 1x 1 Mt W59            | 1x 1.2 Mt W56          | 1x 1.2 Mt W56                          | 3x W62, W78, W87             |
| CEP      | 2.58 km                | 2.58 km                | 1.5 km                                 | 120 m                        |
| 사거리   | 10,100 km              | 9,600 km               | 11,300 km                              | 13,000 km                    |

## 우주 발사체

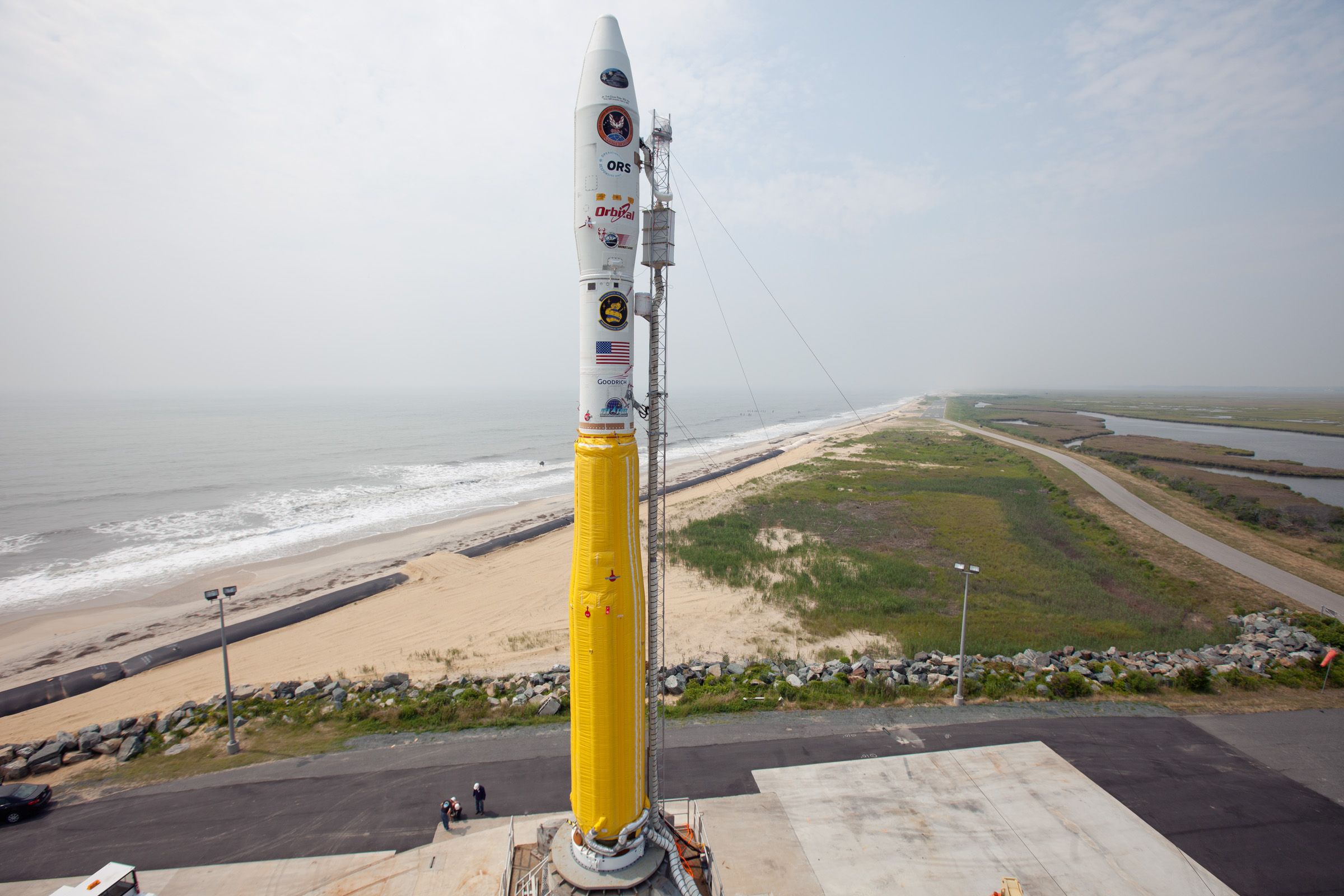
미노타우르 1호

미니트맨 ICBM은 이후에 민간용 위성 발사 서비스도 했다. 미노타우르 1호, 미노타우르 2호는 LGM-30B 미니트맨 II를 개조한 것이다. 미노타우르 3호, 미노타우르 4호, 미노타우르 5호는 LGM-118 피스키퍼 ICBM을 개조한 것이다. 출처는 없지만, 미사일의 고체연료 수명은 10-20년인데, 수명이 다해가는 ICBM을 폐기하기 보다는 인공위성을 발사하는데 사용하는 것으로 추측된다.

## 문제점
미니트맨의 발사 관제 컴퓨터가 아직도 8인치 플로피 디스크를 사용하는 1976년형 16비트 en:IBM Series/1 컴퓨터를 사용한다는 게 2016년 적발되었다. 인터넷이 안되어서 오히려 보안성이 높다는 희한한 변명도 했다. 미국 국방부는 당장 최신 컴퓨터로 교체했다.

## MGM-134 미지트맨
개발이 취소되었지만, 미국은 1960년대 LGM-30A 미니트맨 I의 성능을 가진 MGM-134 미지트맨을 개발했다. 동일한 성능인데, 무게가 30톤에서 13톤으로 3배 줄어들었다.

## 같이 보기
- LGM-118 피스키퍼